# Liam Garrigan
Liam Garrigan (Kingston upon Hull, 16 ottobre 1981) è un attore e drammaturgo britannico.

## Biografia
Studente alla Guildhall School of Music and Drama di Londra, appare in numerose serie televisive della BBC quali Holby City, Doctors, The Chase e Agatha Christie's Marple, quest'ultimo in onda sulla ITV1. Recita anche nella miniserie I pilastri della Terra, nella serie Ultimate Force e nel drama irlandese Raw. Nel 2011 entra nella serie di costume Land Girls. Tra il 2015 e il 2016 interpreta re Artù nella serie C'era una volta, riprendendolo nel film del 2017 Transformers - L'ultimo cavaliere.

## Filmografia

### Cinema
- Hercules - La leggenda ha inizio (The Legend of Hercules), regia di Renny Harlin (2014)
- Transformers - L'ultimo cavaliere (Transformers: The Last Knight), regia di Michael Bay (2017)

### Televisione
- Holby City – serie TV, 25 episodi (2003)
- Ultimate Force – serie TV, 3 episodi (2005)
- Testimoni silenziosi (Silent Witness) – serie TV, 4 episodi (2005, 2014)
- Totally Frank – serie TV, episodio 1x11 (2005)
- The Chase – serie TV, 20 episodi (2006-2007)
- He Kills Coppers, regia di Adrian Shergold – film TV (2008)
- Raw – serie TV, 16 episodi (2008-2011)
- Miss Marple (Agatha Christie's Marple) – serie TV, episodio 4x03 (2009)
- Blue Murder – serie TV, episodio 5x04 (2009)
- Inn Mates, regia di Nick Wood – film TV (2010)
- I pilastri della Terra (The Pillars of the Earth) – miniserie TV, 8 puntate (2010)
- Land Girls – serie TV, 4 episodi (2011)
- The Night Watch, regia di Richard Laxton – film TV (2011)
- Strike Back – serie TV, 11 episodi (2012-2013)
- 24: Live Another Day – miniserie TV, 7 puntate (2014)
- Spotless – serie TV, 10 episodi (2015)
- C'era una volta (Once Upon a Time) – serie TV, 11 episodi (2015-2016)
- The Terror – serie TV, 9 episodi (2018)
- Domina – serie TV, episodi 1x01-1x02 (2021)
- Sanditon – serie TV, 5 episodi (2023)
- The Long Shadow, regia di Lewis Arnold – miniserie TV, 5 puntate (2023)
- Belgravia: The Next Chapter, regia di John Alexander, Paul Wilmshurst e Marisol Adler – miniserie TV, 8 puntate (2024)
- I delitti della bella di notte (Moonflower Murders), regia di Rebecca Getward – miniserie TV, 4 puntate (2024)

## Doppiatori italiani
Nelle versioni in italiano delle opere in cui ha recitato, Liam Garrigan è stato doppiato da:
- Francesco Pezzulli in Strike Back, Domina
- Emiliano Coltorti ne I pilastri della Terra, 24: Live Another Day
- Stefano Crescentini in C'era una volta, Sanditon
- Marco Vivio in Transformers - L'ultimo cavaliere
- Dimitri Winter in Hercules - La leggenda ha inizio
- Alessandro Parise in The Terror
- Lorenzo Scattorin ne I delitti della bella di notte